# Retrotransposon
Mit dem Begriff Retrotransposon wird eine Klasse der transponierbaren DNA-Sequenzen bezeichnet. Diese trägt ihren Namen aufgrund der strukturellen Ähnlichkeit mit Retroviren. Retrotransposons verwenden RNA (mRNA) als mobile Zwischenstufe. Sie werden in Abgrenzung zu DNA-Transposons (Klasse II) auch als Klasse I Transposons bezeichnet.
Die Untergruppe der LTR-Retrotransposons weist innerhalb der Retrotransposons die größte strukturelle Ähnlichkeit mit Retroviren auf. Vollständige LTR-Retrotransposons enthalten mehrere Abschnitte Protein-codierender DNA, die für den Transpositionsprozess benötigt werden: 
eine Protease, eine reverse Transkriptase, eine Ribonuklease, eine Integrase. 
Weiterhin bestehen vollständige LTR-Retrotransposons aus zwei terminalen LTRs (d. h. long terminal repeats). Eine Sonderform stellen Solo-LTRs dar, bei denen nach Deletion durch Homologe Rekombination nur noch ein einzelner LTR-Abschnitt im Genom vorhanden ist.
Um neue Einfügungen in das Wirtsgenom vorzunehmen, verwenden diese Retrotransposons nach Aktivierung ihre mRNA als Vorlage für die Synthese extrachromosomaler zirkulärer Doppelstrang-DNA (englisch extrachromosomal circular DNA, eccDNA): Sie kodieren wie Retroviren eine reverse Transkriptase, die den ersten DNA-Strang synthetisiert. Danach nutzen sie den DNA-Reparaturprozess des Wirts (englisch alternative end-joining, alt-EJ), um die Doppelstrang-DNA in einen Zirkularisierungsschritt fertigzustellen. Die Zirkularisierung und Synthese des DNA-Komplementärstrangs wurde 2023 vom Team von Zhao Zhang an einem gentechnisch veränderten Stamm der Taufliege Drosophila melanogaster untersucht, der am Retrotransposon einen fluoreszierenden Marker enthielt.
Retrotransposons machen etwa 40 % des menschlichen Genoms und mehr als 75 % des Maisgenoms aus. Stark degenerierte Transposons haben in der Regel die Fähigkeit zur autonomen Transposition verloren.